# Aiea
Aiea és una població dels Estats Units a l'estat de Hawaii. Segons el cens del 2000 tenia 9.019 habitants.

## Demografia
Segons el cens del 2000, Aiea tenia 9.019 habitants, 2.758 habitatges, i 2.260 famílies La densitat de població era de 2109,47 habitants per km².
Dels 2.758 habitatges en un 27,3% hi vivien nens de menys de 18 anys, en un 63,0% hi vivien parelles casades, en un 13,3% dones solteres, i en un 18,1% no eren unitats familiars. En el 13,9% dels habitatges hi vivien persones soles el 7,7% de les quals corresponia a persones de 65 anys o més que vivien soles. El nombre mitjà de persones vivint en cada habitatge era de 3,24 i el nombre mitjà de persones que vivien en cada família era de 3,51.
Per edats la població es repartia de la següent manera: un 21,2% tenia menys de 18 anys, un 6,4% entre 18 i 24, un 27,6% entre 25 i 44, un 23,1% de 45 a 64 i un 21,7% 65 anys o més.
L'edat mediana era de 41,7 anys. Per cada 100 dones hi havia 96,32 homes. Per cada 100 dones de 18 o més anys hi havia 95,98 homes.
La renda mediana per habitatge era de 71.155 $ i la renda mediana per família de 75.992 $. Els homes tenien una renda mediana de 41.384 $ mentre que les dones 32.394 $. La renda per capita de la població era de 25.111 $. Aproximadament el 3,4% de les famílies i el 4,6% de la població estaven per davall del llindar de pobresa.

## Poblacions més properes
El següent diagrama mostra les poblacions més properes.